# 龍崎工廠
22°55′35″N 120°24′33″E / 22.926431°N 120.409165°E
龍崎工廠（全名國軍退除役官兵輔導委員會龍崎工廠）是國軍退除役官兵輔導委員會所屬的炸藥製造工廠，位於臺南市龍崎區牛埔里，面積約331公頃。其前身是1961年設立的「退輔會新竹彈藥處理工廠」，以接管民營的「聯義股份有限公司新竹火工廠」，之後在1976年搬到臺南縣龍崎鄉現址:25。龍崎工廠已於2013停業，並於2019年被裁撤，目前由退輔會彰化農場代管。

## 沿革

### 工廠設立
「聯義股份有限公司新竹火工廠」位於新竹縣香山鄉（今新竹市香山區）茄苳湖山，承辦中華民國國軍廢彈脫藥處理與加工製造工程用炸藥包作業。1961年，因聯義火藥廠爆炸事件而停工。1966年5月19日，退輔會簽約租下聯義的廠區機具，設立彈藥加工處理小組，處理軍方廢彈，同年9月16日改為「新竹廢彈處理工廠」；1968年2月1日再改為「新竹彈藥處理工廠」:25。
新竹彈藥工廠初期主要是從事處理廢彈，並將TNT炸藥重新製成工礦炸藥與陸軍工兵特製炸藥，但有品質不穩定的隱憂:27。而由於營運狀況不理想，退輔會在1960年代曾兩度有意勒令該廠限期結束營業；後來因1970年成功研發出硝酸銨炸藥，且營運狀況好轉，故又繼續經營:27。1972年硝酸銨炸藥上市後不到一年，該廠便還清新台幣200多萬元的負債，且促使該廠進一步研製硝化甘油炸藥:29。然而由於該廠廠設不足、腹地不夠寬廣，且青草湖山區山路狹窄彎路多、附近又有許多居民，遂決定遷廠:30、31。
1972年時該廠原本打算在桃園楊梅的退輔會桃園農場挑一處廢棄果園設新廠，但後來復勘時任為周邊有軍方靶場，東邊有幼獅工業區，遂另擇他址:33、34。1973年廠長王瑞昌南下覓地中拜會臺南縣政府，當時的臺南縣長高育仁便推薦龍崎鄉烏山頭地區:34。經過各單位勘查後，1974年新廠確定設在龍崎，1976年7月1日該廠正式改名為「龍崎工廠」:45。退輔會則在1977年8月5日結束與聯義公司的租約，8月19日開始原新竹彈藥處理工廠陸續遷到龍崎工廠。1978年龍崎工廠開始營運生產。
1980年因為與臺灣擎天神公司的競爭白熱化，龍崎工廠遂聯合高雄硫酸錏公司抵制，哄抬原料售價:50。對此龍崎工廠先是研發出硝酸銨與TNT基藥混合的新式炸藥以降低成本，並決定興建酸廠，自行生產原料濃硝酸與混酸:50。然而酸廠於1982年開始運作後，龍崎工廠一個月只需要兩噸濃硝酸，但酸廠一天便生產20噸，根本消耗不了，雖亦販售給臺灣肥料公司、臺灣硝化棉公司、臺灣氯化公司等其他廠商，但因為不符成本效益、設備維修困難等因素，酸廠在1985年就停止運作，重新向高雄硫酸錏公司購買，1989年再改向高雄203兵工廠合作購買:50。

### 停工及掩埋場爭議
1990年代後，因環保意識抬頭，大量使用工礦炸藥的工程銳減，使得龍崎工廠的客戶減少，面臨轉型:51。之後龍崎工廠歷經多次民營化招標，但1999年第一次招標得標的中華工程公司因2000年無力繳納履約金而解約。
2000年7月，高雄發生台灣有史以來最嚴重的河川汙染事件，昇利化工將廢溶劑倒入高屏溪上游的旗山溪，造成200萬大高雄人飲用水受影響，暴露長年以來事廢管理的弊端，行政院遂於2001年1月核定經濟部規劃特殊事廢處理中心，決定在北中南各成立一座。當時台南縣長陳唐山四處找地，看上縣內的龍崎工業區，發現這裡跟高雄燕巢的月世界一樣，都是泥岩惡地，不適耕種，人煙罕至，被認為是合適的掩埋場址，由經濟部工業局輔導規劃為南區的二期工程（龍崎掩埋場），並由工業局做好環評轉送環保署審查，於2003年通過。為因應國營事業民營化政策，龍崎掩埋場決定開放民間投資經營，無奈招標過程不順遂，2003年6月與2004年6月、12月的第二、三、四次招標因無人投標而流標，2005年僅辦理事業廢棄物區採資產作價方式民營化，之後由臺灣歐多貝斯公司得標。2006年7月13日臺灣歐多貝斯與退輔會合資成立歐欣環保股份有限公司:51，並成立「南區事業廢棄物綜合處理中心」，但因為附近居民的抗議，該中心尚未進入龍崎工廠:52。此外，2003年11月內政部原有意指示龍崎工廠成立爆竹生產專區，但亦遭到當地居民反對，最後該構想無疾而終:51。
2007年，龍崎工廠已停產大多數的炸藥；2009年，廠區只剩下31員工，呈現半歇業狀態:52。2013年12月31日，龍崎工廠結束營業。因當地居民反對此處轉型為廢棄物掩埋場，陳永和於2014年至牛埔里參選里長並當選。行政院在2020年宣布南區事業廢棄物處理中心的設置許可不再展延，而台南市政府計畫將其指定為自然地景，並由臺南市政府農業局進行相關自然調查。2019年1月，退輔會裁撤龍崎工廠，在移交財政部國有財產署前由退輔會彰化農場代管。2021年4月，臺南市政府將龍崎工廠周邊指定為自然保留區及地質公園，以保護龍崎泥岩的月世界景觀，指定面積約281公頃，惟歐欣公司之掩埋場用地並未納入自然保留區及地質公園。。